# Кеюць (комуна)
Кеюць, Кеюці (рум. Căiuți) — комуна у повіті Бакеу в Румунії. До складу комуни входять такі села (дані про населення за 2002 рік):
- Блідарі (788 осіб)
- Бойштя (193 особи)
- Вринчень (357 осіб)
- Кеюць (1726 осіб)
- Мерчешть (143 особи)
- Попень (780 осіб)
- Праля (894 особи)
- Флорешть (63 особи)
- Хелтіу (472 особи)

Комуна розташована на відстані 204 км на північ від Бухареста, 43 км на південь від Бакеу, 119 км на південний захід від Ясс, 119 км на північний захід від Галаца, 117 км на північний схід від Брашова.

## Населення
За даними перепису населення 2002 року у комуні проживали 5416 осіб.
Національний склад населення комуни:
| Національність | Кількість осіб | Відсоток |
| -------------- | -------------- | -------- |
| румуни         | 5322           | 98,3%    |
| цигани         | 90             | 1,7%     |
| німці          | 3              | 0,1%     |
| угорці         | 1              | < 0,1%   |

Рідною мовою назвали:
| Мова      | Кількість осіб | Відсоток |
| --------- | -------------- | -------- |
| румунську | 5325           | 98,3%    |
| циганську | 90             | 1,7%     |
| угорську  | 1              | < 0,1%   |

Склад населення комуни за віросповіданням:
| Релігія       | Кількість осіб | Відсоток |
| ------------- | -------------- | -------- |
| православні   | 4591           | 84,8%    |
| римо-католики | 786            | 14,5%    |
| адвентисти    | 14             | 0,3%     |
| старообрядці  | 5              | 0,1%     |
| п'ятдесятники | 2              | < 0,1%   |
| баптисти      | 1              | < 0,1%   |
| бретрени      | 1              | < 0,1%   |